# André de La Coste
André de La Coste, seigneur de ter Straeten, de Watermaele, de ter Lucht, de Wayenberghe, de Beerst et d'Adinkercke, né le 13 mars 1612 à Bruges et mort le 28 novembre 1680, est un homme politique.

## Biographie
La famille della Costa est originaire de Gênes. Au XVe siècle, un Andreas de la Coste s'installe à Bruges et devient bourgeois de la ville et épouse Agnès Adornes (nl) en 1492. Andries de la Coste est le fils d'André de la Coste (1575-1613), seigneur de Wayenberghe, de Watermaele et d'Adinkercke, échevin de Bruges et commandant de la garde civile, et de Lievina de Valencia, dame de ter Straeten, de ter Lucht et de Beerst. 
Marié à Louise Boddens, dame d'Alveringhem, il est le père de Jean André de La Coste et le beau-père de Gilles de Berge, seigneur de Plancques, tous deux bourgmestres du Franc de Bruges.
Devenu le tuteur du Sint-Juliaangesticht (nl) et de Bogardenschool (nl), il devient également « orateur » (ou échevin) de la Proosse (nl). En 1645, il devient membre de la Sint-Jorisgilde (nl) et de la Sint-Sebastiaansgilde (nl).
De la Coste a une longue carrière en tant qu'administrateur de la ville de Bruges, quatre fois au plus haut poste de bourgmestre (1649-1650, 1655-1657, 1662-1665 et 1672-1674). Après avoir été de nouveau élu premier échevin en septembre 1680, il meurt le 28 novembre 1680 et est remplacé par Pieter van den Bogaerde.
Sur le domaine familial de la famille de la Coste, le domaine Ter Lucht à Sint-Andries, une statue de la Vierge Marie, qui y aurait fait une apparition, est vénérée comme « Onze-Lieve-Vrouw van de Linde » ou « het Boompje » depuis le XVIe siècle. André de la Coste contribue à en faire un lieu de pèlerinage. En 1655, par brève papale, il obtient le privilège d'ériger une chapelle privée, avec la permission de l'évêque, dans le château nouvellement construit Ter Lucht. En 1663, après qu'un miracle avait été pensé pour être établi l'année précédente par l'invocation de Notre-Dame, il a fait une deuxième demande à Rome pour établir une chapelle dans son domaine, comme un lieu de culte accessible au public. Le 18 janvier 1663, le Pape autorise la construction d'une chapelle (chapelle Onze-Lieve-Vrouw van 't Boompje), accessible par la voie publique. La messe est célébrée dans la chapelle, "sous réserve du consentement de l'évêque et à condition que les droits paroissiaux ne soient pas violés". Le 11 avril 1663, l'évêque et le pasteur local donne leur consentement. La chapelle est construite en 1665. Les capucins de Bruges y rendent des cultes. Au siècle suivant et jusqu'à la fin de l'Ancien Régime, le domaine Ter Lucht et le lieu de pèlerinage sont restés aux mains de la famille de La Coste.

## Mandats et fonctions
- Bourgmestre de Bruges : 1674-1677